# Dal Shabet
Dal Shabet (hangul: 달샤벳, estilizado como Dal★Shabet o Dalshabet) es un grupo femenino surcoreano creado por Happy Face Entertainment (Dreamcatcher Company). El grupo debutó el 3 de enero de 2011, con el EP Supa Dupa Diva y con seis miembros: Viki, Serri, Ah Young, Jiyul, Kaeun y Subin. Viki se fue oficialmente del grupo en mayo de 2012, y fue reemplazada por Woohee.
Desde su debut, Dal Shabet ha lanzado solamente un álbum de estudio y diez EPs. Sus sencillos “Supa Dupa Diva”, “Pink Rocket”, “Bling Bling”, “Hit U”, “Mr. Bang Bang”, “Be Ambitious (Look At My Legs)”, “BBB (Big Baby Baby)” y “Joker” se ubicaron entre los veinte primeros puestos del Gaon Digital Chart.
En diciembre de 2015, los miembros Jiyul y Kaeun abandonaron el grupo tras la finalización de sus contratos. El grupo continuó como cuarteto y lanzó dos miniálbumes, Naturalness en enero de 2016, y Fri. Sat. Sun en septiembre de 2016, antes de que los miembros Serri, Ah Young, Subin y Woohee abandonaran la compañía en diciembre de 2017. Happy Face afirmó que "el grupo no se ha disuelto y las actividades futuras del grupo aún están por decidirse".
En septiembre de 2019, las seis miembros de Dal Shabet se volvieron a reunir y realizaron una exposición fotográfica y un mini concierto.

## Carrera

### Pre-debut
El 9 de diciembre de 2010, Happy Face Entertainment anunció que lanzarían un nuevo grupo femenino de seis miembros llamado Dal Shabet. Los perfiles de los miembros del grupo fueron revelados el 29 de diciembre de 2010, así como su fecha de debut: 3 de enero de 2011.

### 2011: Debut,Pink RocketyBling Bling

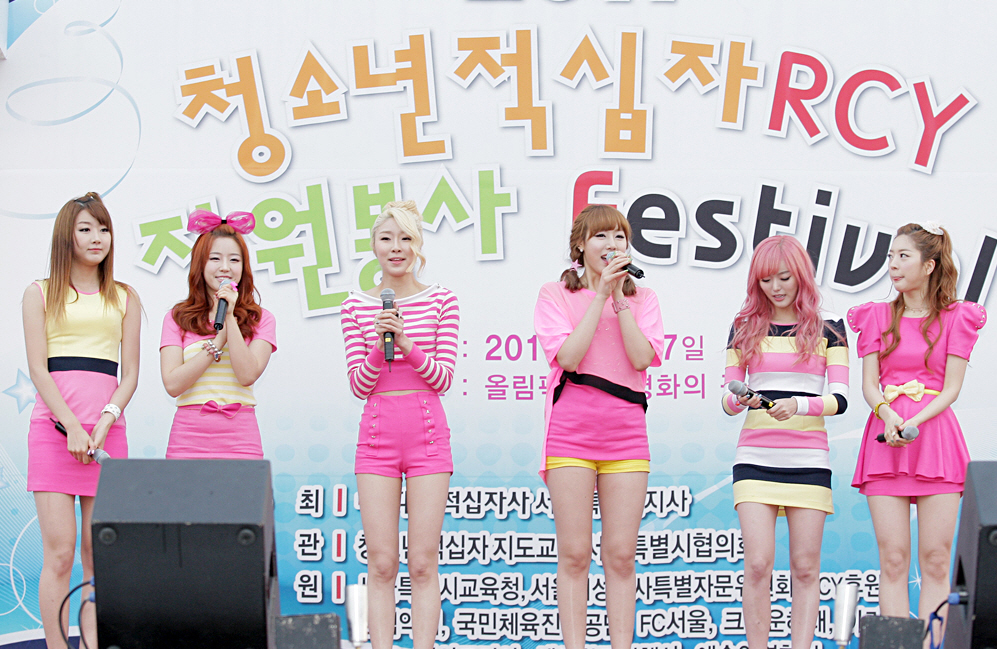
Dal Shabet en el Red Cross Youth Celebration Festival en 2011

Dal Shabet lanzó su video musical debut, "Supa Dupa Diva", el 3 de enero, convirtiéndose en el primer grupo surcoreano en debutar en 2011. Las promociones de "Supa Dupa Diva" comenzaron el 6 de enero en M! Countdown. La canción fue un éxito y encabezó muchas listas de éxitos durante la mayor parte de su período promocional. Las promociones de "Supa Dupa Diva" finalizaron el 14 de marzo, pero se reveló que el grupo realizaría su primer regreso en abril. "Supa Dupa Diva" fue posteriormente votada por varias celebridades en una encuesta como la segunda canción más adictiva de 2011, además de tener la segunda coreografía más popular.
El 5 de abril, se revelaron fotos conceptuales de la primera canción de regreso de Dal Shabet, "Pink Rocket". El concepto del sencillo mostró un lado más elegante y femenino del grupo. El 13 de abril, se lanzó el vídeo musical de "Pink Rocket". Las promociones de "Pink Rocket" comenzaron al día siguiente en M! Countdown. Las promociones de "Pink Rocket" terminaron el 30 de mayo, pero el grupo anunció a los fans que lanzarían otro álbum a principios de agosto.
El 2 de agosto, se anunció que Dal Shabet haría un regreso "funky". Durante toda la primera semana de agosto, se publicaron fotos conceptuales de las integrantes. Los atuendos de los miembros en las fotos conceptuales rápidamente generaron controversia y fueron considerados "demasiado sexuales" para la televisión en vivo, lo que provocó una revisión completa del concepto. El 10 de agosto, Dal Shabet lanzó su video musical "Bling Bling". Las promociones de "Bling Bling" comenzaron el 12 de agosto en Music Bank. Logró convertirse en la canción más exitosa del grupo hasta el momento, consiguiendo ubicarse entre los diez primeros puestos en la lista de Gaon. Las promociones de "Bling Bling" terminaron oficialmente el 6 de noviembre, pero el grupo aseguró al público que regresarían pronto con nuevos proyectos.

### 2012:Hit U, cambios en la formación,Bang BangyHave, Don't Have

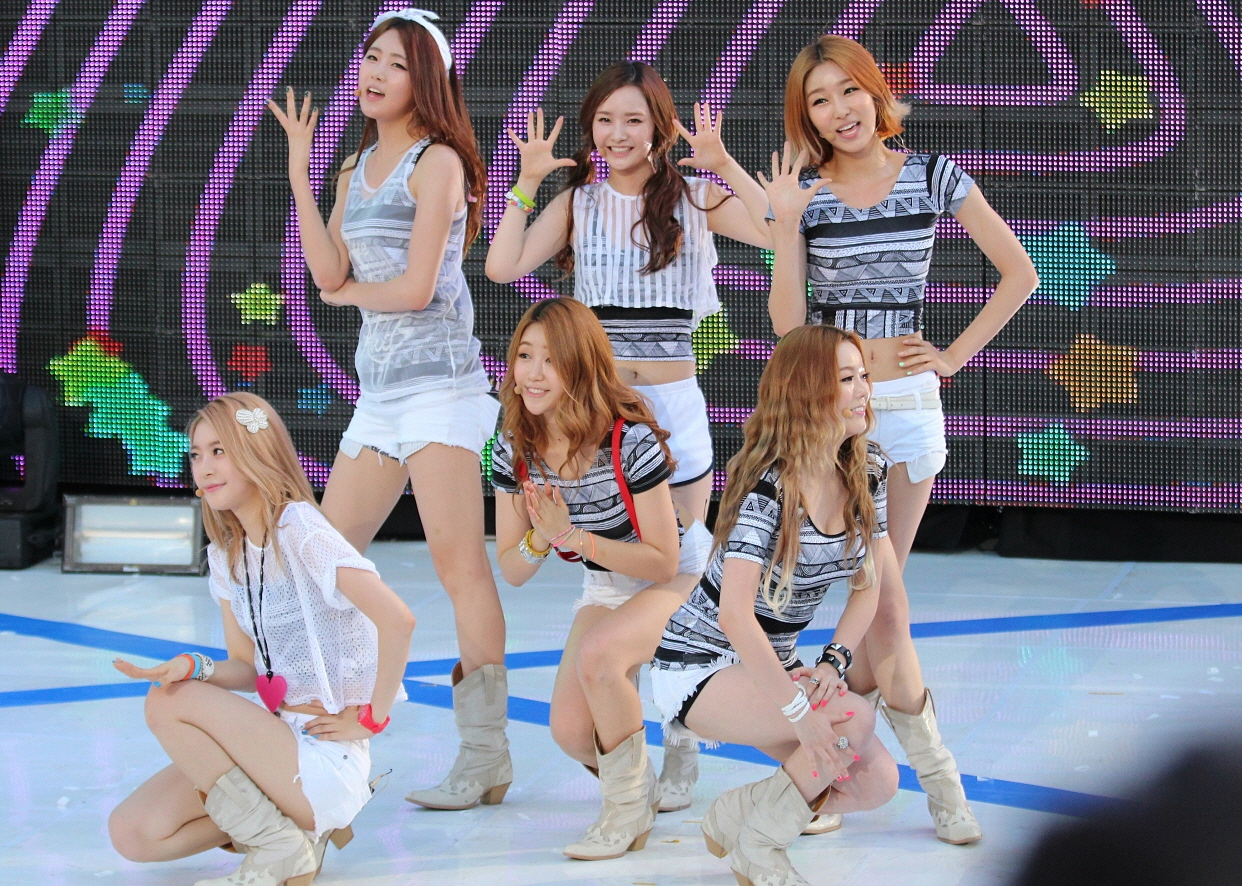
Dal Shabet en el Super M Concert, el 28 de julio de 2012

A principios de enero, se anunció que las integrantes de Dal Shabet se convertirían en las modelos principales de la marca de lujo surcoreana 'SONOVI'.
El 8 de enero, se anunció el cuarto EP del grupo. Las promociones de "Hit U" comenzaron el 26 de enero en M! Countdown. El vídeo musical y el EP fueron lanzados al día siguiente. El álbum llegó a la cima de la parte física de las listas Gaon, siendo el primer álbum número uno de Dal Shabet. Las promociones de "Hit U" terminaron el 16 de marzo, pero el grupo confirmó que regresaría en junio.
El 22 de mayo, se confirmó que el grupo lanzaría su primer álbum de estudio el 6 de junio. Tres días después, se publicó la lista de canciones del álbum, y se confirmó que el nombre del álbum sería Bang Bang. El 23 de mayo, se anunció que Viki dejaría el grupo para continuar su carrera en solitario. Fue reemplazada por Woohee antes de que el grupo realizara su regreso. Más tarde, un portavoz de la agencia de Dal Shabet confirmó que Serri asumiría el puesto de líder.
El 1 de junio se lanzó un avance de presentación con Woohee bailando "Freakum Dress" de Beyoncé. El 6 de junio, se lanzó el vídeo musical y el álbum. Las promociones de "Mr. BangBang" comenzaron en M! Countdown al día siguiente. Las promociones de "Mr. BangBang" finalizaron en la transmisión del 28 de julio de Music Core. Dal Shabet confirmó que regresarían en noviembre.
El 24 de octubre, los miembros de Dal Shabet fueron seleccionados para ser las modelos principales de la marca china de smartphones Vivo.
El 13 de noviembre, se lanzó el quinto EP de Dal Shabet, Have, Don't Have, tanto en formato físico como digital. El vídeo musical de la canción principal del mismo nombre se lanzó poco después. Una segunda versión del vídeo musical fue lanzada al día siguiente. Las promociones del álbum comenzaron en M! Countdown el 15 de noviembre. Happy Face Entertainment calificó la canción como "una canción disco que es fácil de cantar para los oyentes y cuya letra describe los sentimientos de una chica hacia un chico". El 19 de noviembre, Dal Shabet lanzó un video musical sorpresa para "For Darling". Tanto la canción como el vídeo musical fueron un regalo especial de Dal Shabet para sus fans.

### 2013: “It's You”,Be Ambitiousy controversia
El 15 de mayo, Dal Shabet lanzó el sencillo "It's You" para la banda sonora original del drama de SBS All About My Romance, siendo el sencillo principal de toda la banda sonora.
El 28 de mayo, se anunció que Dal Shabet lanzaría su nuevo álbum el 20 de junio. Su agencia declaró: “Este álbum es perfecto para el verano. Su fresca música te refrescará. Te mostrará una faceta de ellas que nunca antes habías visto”. El 17 de junio, se anunció que la letra de “Be Ambitious” no era apta para su difusión pública debido a su contenido sexual, y que tendría que ser cambiada para que el grupo pudiera promocionarla en televisión. La empresa cambió rápidamente la letra en cuestión. El 19 de junio, Dal Shabet celebró un evento para presentar su sexto álbum. El 20 de junio, el grupo lanzó su sexto EP, junto con un video musical para "Be Ambitious". El grupo comenzó las promociones de su álbum el mismo día y realizó un regreso con dos canciones en el programa M! de Mnet M! Countdown.
El 1 de julio, el grupo de derechos de los hombres 'Man of Korea' presentó una demanda para prohibir por completo la distribución de "Be Ambitious". El grupo declaró: "La letra y el vídeo musical de "Be Ambitious" desprecian tanto a las mujeres como a los hombres, y es perjudicial para la juventud. El vídeo musical también contiene escenas que desprecian a todos los soldados que están trabajando duro en su alistamiento". El 11 de julio, Happy Face Entertainment y 'Man of Korea' realizaron una conferencia, donde conversaron sobre la demanda. Después de la conferencia, 'Man of Korea' anunció oficialmente que retiraría su demanda contra "Be Ambitious". Happy Face Entertainment declaró: "No había ninguna intención de despreciar la imagen de los soldados en lo absoluto".
El 31 de diciembre, "Have, Don't Have" fue determinada como la canción de un grupo femenino más reproducida en las tiendas de moda surcoreanas en 2013.

### 2014:B.B.B

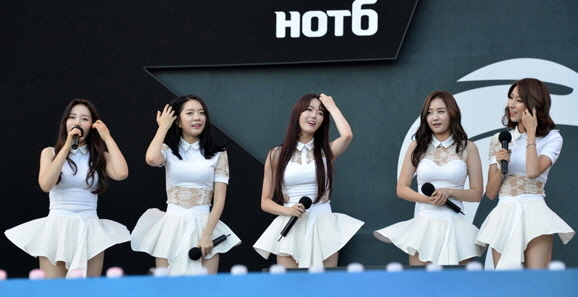
Dal Shabet en la final de HOT6 LoL Summer 2014

El 15 de diciembre de 2013, Happy Face Entertainment anunció que Dal Shabet tenía previsto regresar el 8 de enero de 2014, y que se había planeado una "transformación impactante" para ello. El 8 de enero, Dal Shabet lanzó el EP B.B.B, junto con el video musical de la canción principal del mismo nombre.
Después de las grabaciones de 9 to 6 de MBC Every 1 el 23 de mayo, Subin estuvo involucrada en un accidente automovilístico en Busan mientras regresaba a Seúl. Un representante del centro de emergencias informó: "El 23 de mayo, alrededor de las 7:30 p. m., la furgoneta volcó y quedó completamente destrozada. Fue un accidente grave". Un representante del departamento de policía informó: "El accidente parece haber sido causado por una conducción negligente. Actualmente lo estamos investigando". Subin fue ingresada en un hospital cercano, y luego fue trasladada a Seúl, donde fue sometida a una cirugía por sus heridas.
El 26 de septiembre, Happy Face Entertainment anunció que Dal Shabet estaba en proceso de grabación de un nuevo álbum para regresar en enero de 2015.
En octubre, Woohee fue hospitalizada y recibió una cirugía por un colapso pulmonar. Según se informó, había recibido una cirugía por la misma afección el año anterior, y se tomó un descanso para centrarse en su recuperación.

### 2015:Joker Is Alive, debut en Japón y cambios en la alineación
El octavo EP de Dal Shabet, Joker Is Alive, fue lanzado el 15 de abril. Su canción principal, "Joker", es una canción de  dance, jazz y swing. En el video musical, los miembros interpretan a arlequines femeninos que seducen al Joker, interpretado por Lee Seung-ho. El video musical fue prohibido por KBS debido a su coreografía explícita, y la letra de la canción fue censurada por la cadena porque la palabra inglesa "joker" sonaba similar a un insulto coreano.
Dal Shabet debutó en Japón el 4 de noviembre con su primer sencillo japonés "Hard 2 Love" y su álbum recopilatorio de grandes éxitos The Best. "Hard 2 Love" debutó en el puesto número 16 en el Oricon Chart en su primer día, logrando vender 1737 copias.
El 8 de diciembre, se confirmó que las integrantes Jiyul y Kaeun dejarían el grupo a finales de año debido a la finalización de sus contratos con la compañía. La agencia anunció más tarde que el grupo continuaría con los cuatro miembros restantes para lanzar un nuevo álbum a principios de 2016. Un día después, Happy Face Entertainment también confirmó que Dal Shabet regresaría como un grupo de 4 miembros para celebrar su quinto aniversario el 5 de enero de 2016. El 21 de diciembre, Happy Face Entertainment lanzó imágenes conceptuales para su regreso, y también anunció que Dal Shabet lanzaría su noveno miniálbum, Naturalness, el 5 de enero de 2016.

### 2016:Naturalness,FRI. SAT. SUN.

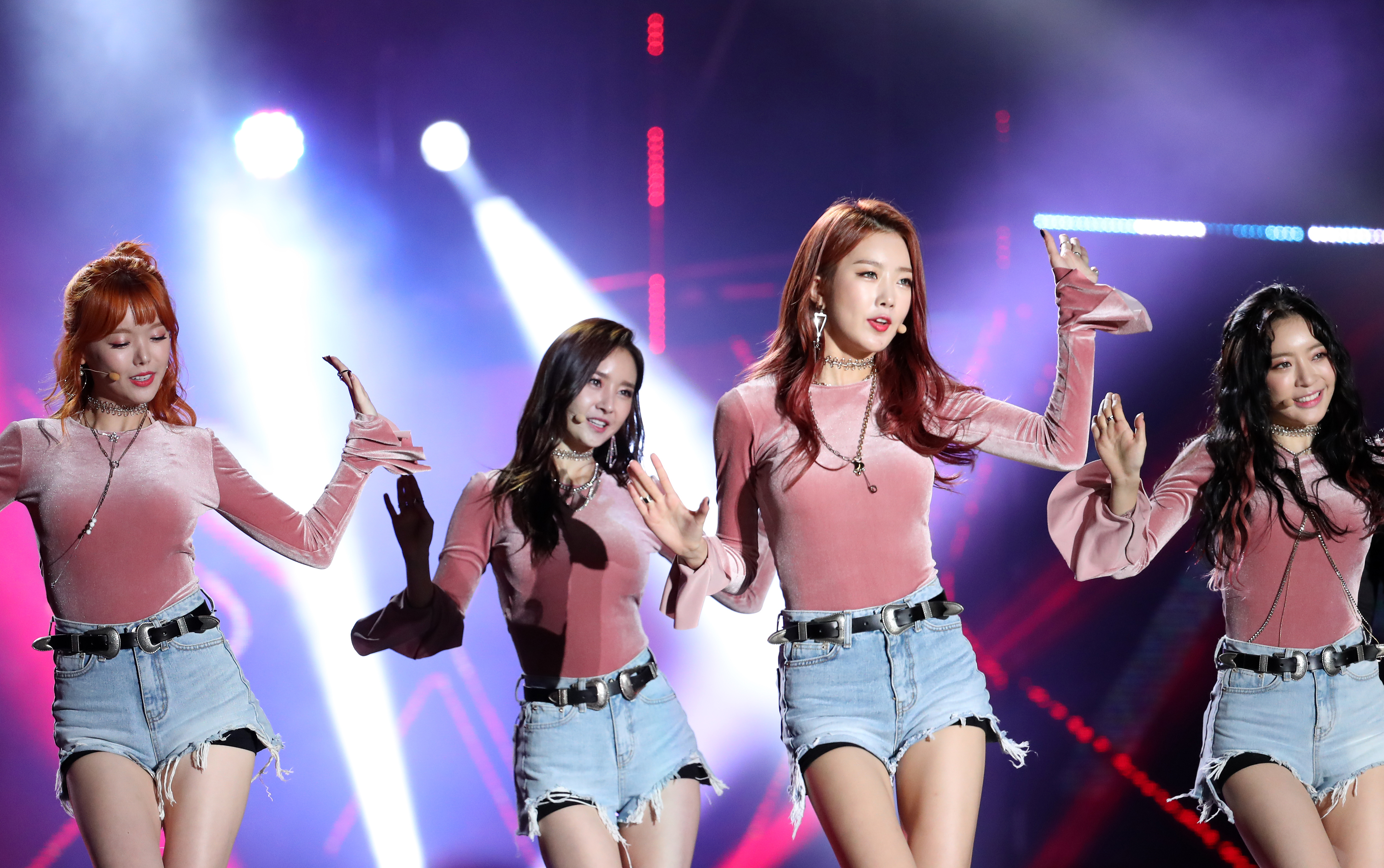
Dal Shabet actuando en el Korea Sale Festa en 2016

El 5 de enero, Dal Shabet lanzó su noveno mini álbum, Naturalness, y el video musical de su canción principal "Someone Like U". El mini álbum alcanzó el puesto número 1 en las listas Tower Records de Japón y el cuarto lugar en las listas YinYueTai de China. Dal Shabet ganó el premio a "Mejor Artista Nuevo" en los premios Golden Disc Awards de 2016.
El 13 de febrero, se anunció que Dal Shabet lanzaría un nuevo sencillo en el verano de 2016. Sin embargo, más tarde, el grupo confirmó que pospondría su regreso hasta el otoño para poder realizar un mini álbum en lugar de un sencillo.
El 29 de septiembre, Dal Shabet lanzó su décimo mini álbum titulado FRI. SAT. SUN., que contenía cinco sencillos nuevos, junto con el vídeo musical de la canción principal del mismo nombre.

### 2017-2018:The Unit, salida de Happy Face e hiatus
El 23 de agosto de 2017, Happy Face Entertainment anunció que Subin se uniría al programa de telerrealidad The Unit. El 7 de septiembre, Happy Face Entertainment anunció que finalmente Subin no iba a aparecer en el programa debido a un conflicto con su agenda en el extranjero, y que sería reemplazada por Serri y Woohee.
El 14 de diciembre, Happy Face Entertainment anunció que los miembros Serri, Subin y Ah Young decidieron dejar la compañía después de que finalizaran sus contratos para centrarse en sus carreras en solitario. Después de eso, se aclaró que el grupo no se había disuelto, y que las actividades futuras del grupo de cuatro miembros aún estaban comentandose. La compañía también anunció la participación de Serri en el programa The Unit. Ese mismo día, SidusHQ anunció que Ah Young había firmado un contrato con ellos y debutaría como actriz.
El 3 de febrero de 2018, Serri fue eliminada de The Unit en el episodio 13, quedando en el puesto 23. Woohee logró pasar al séptimo lugar en la clasificación final, lo que la clasificó para debutar con el equipo femenino del programa UNI.T.
El 6 de febrero, se anunció que Subin había firmado un contrato con KeyEast para ser actriz y cantante.
El 5 de diciembre, se anunció que el contrato de Woohee con HappyFace había finalizado.

### 2019: Reunión de todos los 6 miembros, concierto y exposición fotográfica
El 6 de enero, los miembros de Dal Shabet compartieron en las redes sociales una serie de fotos y videos de su reunión para celebrar su octavo aniversario. Jiyul y Kaeun, que también estaban presentes, se presentaron también como miembros de Dal Shabet. El grupo continuó reuniéndose y apoyándose mutuamente en sus actividades en solitario durante todo el año, comenzando los rumores sobre la posible reunión del grupo como seis miembros.
En agosto, Serri declaró en una entrevista para BNT que aunque "Dal Shabet no está realizando promociones, no se ha disuelto". También confirmó los rumores sobre la reunión del grupo, y compartió la noticia sobre la preparación de una exposición fotográfica dedicada a Dal Shabet y un concierto especial donde los seis miembros, incluidas Jiyul y Kaeun, se reunirían para dar una actuación.
La exposición fotográfica, junto con un mini concierto, fue anunciada el 2 de septiembre. Se reveló que la exposición se llevaría a cabo en el Distrito Seocho, del 29 de septiembre al 5 de octubre, y que el mini concierto se llevaría a cabo el último día del evento. Se reveló que el evento se llamaría "Be Ambitious", en honor al séptimo sencillo del grupo. Los miembros de Dal Shabet compartieron la noticia en sus cuentas de Instagram ese mismo día. Jiyul y Kaeun también anunciaron su participación, confirmando así la reincorporación de ambas al grupo.
A lo largo de los años, Serri ha comentado en varias ocasiones a través de sus redes sociales y en entrevistas sus ganas de realizar otra reunión o regreso con las demás integrantes del grupo. El 7 de enero de 2025, expresó nuevamente su deseo, compartiendo noticias de la última reunión de las integrantes, y hablando sobre posibles proyectos juntas a pesar de estar en diferentes compañías.

## Miembros
Actuales
- Serri (세리)
- Ah Young (아영)
- Jiyul (지율)
- Woohee (우희)
- Kaeun (가은)

Antiguos
- Viki (비키)

## Discografía

### Álbumes de estudio coreanos
- Bang Bang (2012)

### EPs coreanos
- Supa Dupa Diva (2011)
- Pink Rocket (2011)
- Bling Bling (2011)
- Hit U (2012)
- Have, Don't Have (2012)
- Be Ambitious (2013)
- B.B.B (2014)
- Joker Is Alive (2015)
- Naturalness (2016)
- Fri. Sat. Sun (2016)

## Filmografía

### Cine
| Año  | Título          | Papel                       |
| ---- | --------------- | --------------------------- |
| 2012 | Wonderful Radio | Las chicas de Corby (Cameo) |

### Dramas televisivos
| Año  | Título     | Difusión | Papel                        |
| ---- | ---------- | -------- | ---------------------------- |
| 2011 | Dream High | KBS2     | Estudiantes de Kirin (Cameo) |

### Programas de telerrealidad
| Año  | Título                  | Difusión             |
| ---- | ----------------------- | -------------------- |
| 2011 | Sweet Sweet Story       | KukiTV               |
| 2011 | Cool Friends            | SBS MTV              |
| 2014 | A Date with K-pop Stars | MediaCorp, Channel M |